# 김충민
김충민(1970년 3월 5일 ~ )은 전 KBO 리그 前 쌍방울 레이더스, 한화 이글스, SK 와이번스의 포수이며 국가대표 출신으로 큰 기대를 모았으나 갑작스런 방위복무 뿐 아니라 연습생 출신 박경완에게 밀려 설 자리를 잃자  1997년 5월 25일 1(본인) 대 2(김성한 나성열) 트레이드를 통해 한화 유니폼을 입었는데 이 팀에서 잠시나마 주전포수를 맡기도 했다.

## 출신학교
- 1989년 : 동산고등학교 졸업
- 1993년 : 인하대학교 졸업

## 선수 시절
- 1993년 4월 30일 전주 OB 베어스전에 선발로 나선 당시 쌍방울 레이더스 소속의 투수 김원형은 본인(김충민)과 배터리를 이뤄 역대 7번째 노히트노런 대기록을 수립했다. 탈삼진은 6개였고 사사구는 1개였다. 팀은 3-0으로 승리했다.